# Titularbistum Sitifis
Sitifis ist ein Titularbistum der römisch-katholischen Kirche.
Es geht zurück auf einen untergegangenen Bischofssitz in der antiken Stadt Sitifi(s) (dem heutigen Sétif), die in der spätantiken römischen Provinz Mauretania Sitifensis lag.
| Titularbischöfe von Sitifis |                            |                                                   |                   |                    |
| Nr.                         | Name                       | Amt                                               | von               | bis                |
| 1                           | Alexis Lemaître MAfr       | Apostolischer Vikar von Französisch-Sudan (Sudan) | 24. Februar 1911  | 28. Juli 1920      |
| 2                           | Joanny Thévenoud MAfr      | Apostolischer Vikar von Ouagadougou (Obervolta)   | 8. Juli 1921      | 16. September 1949 |
| 3                           | André-Maurice Parenty      | Weihbischof in Arras (Frankreich)                 | 9. März 1950      | 23. November 1983  |
| 4                           | Armando Xavier Ochoa       | Weihbischof in Los Angeles (USA)                  | 29. Dezember 1986 | 1. April 1996      |
| 5                           | Manuel Felipe Díaz Sánchez | Weihbischof in Cumaná (Venezuela)                 | 27. Februar 1997  | 4. April 2000      |
| 6                           | John Choi Young-su         | Weihbischof in Daegu (Südkorea)                   | 22. Dezember 2000 | 3. Februar 2006    |
| 7                           | Broderick Soncuaco Pabillo | Weihbischof in Manila (Philippinen)               | 24. Mai 2006      | 29. Juni 2021      |
| 8                           | Mark Eckman                | Weihbischof in Pittsburgh (USA)                   | 5. November 2021  | 4. Juni 2025       |